# Včelínek
Včelínek (německy Niklasgraben, lokálně zvaný též Sedlecký potok) je vodohospodářsky významný potok (či říčka) na rakousko-moravském pomezí. Pramení v Rakousku pod Kreuzbergem, jižně od Mikulova krátce tvoří česko-rakouskou státní hranici, protéká Lednicko-valtickým areálem a v Břeclavi ústí zprava do systému ramen Dyje. 
Do roku 1920 tvořil zemskou hranici mezi Moravou a Dolním Rakouskem. Nachází se na něm Nový rybník a soustava Lednických rybníků, včetně největšího moravského rybníka Nesyt. Leží při něm obce Sedlec, Hlohovec a část Břeclavi Charvátská Nová Ves. Napříč jeho korytem stojí nedaleko Hlohovce Hraniční zámek, symbolizující polohu na (bývalé) zemské hranici. Jeho údolím ještě ve středověku protékalo rameno Dyje (od Novosedel).
Jako Včelínek se lokálně označuje také rybníček Včelín, nacházející se v Břeclavi poblíž ústí potoka Včelínku do Nové Dyje.

## Přítoky
Zleva: výtok z rybníka Šibeník, kanál Brod-Bulhary-Valtice, Mušlovský potok, lužní ramena ze Zámecké a Staré Dyje
Zprava: Rybniční potok (Mühlbach), Valtický potok, Alah

Rybniční potok je v místě soutoku (Nový rybník) delší než samotný Včelínek, lze ho tedy považovat za jeho zdrojnici.

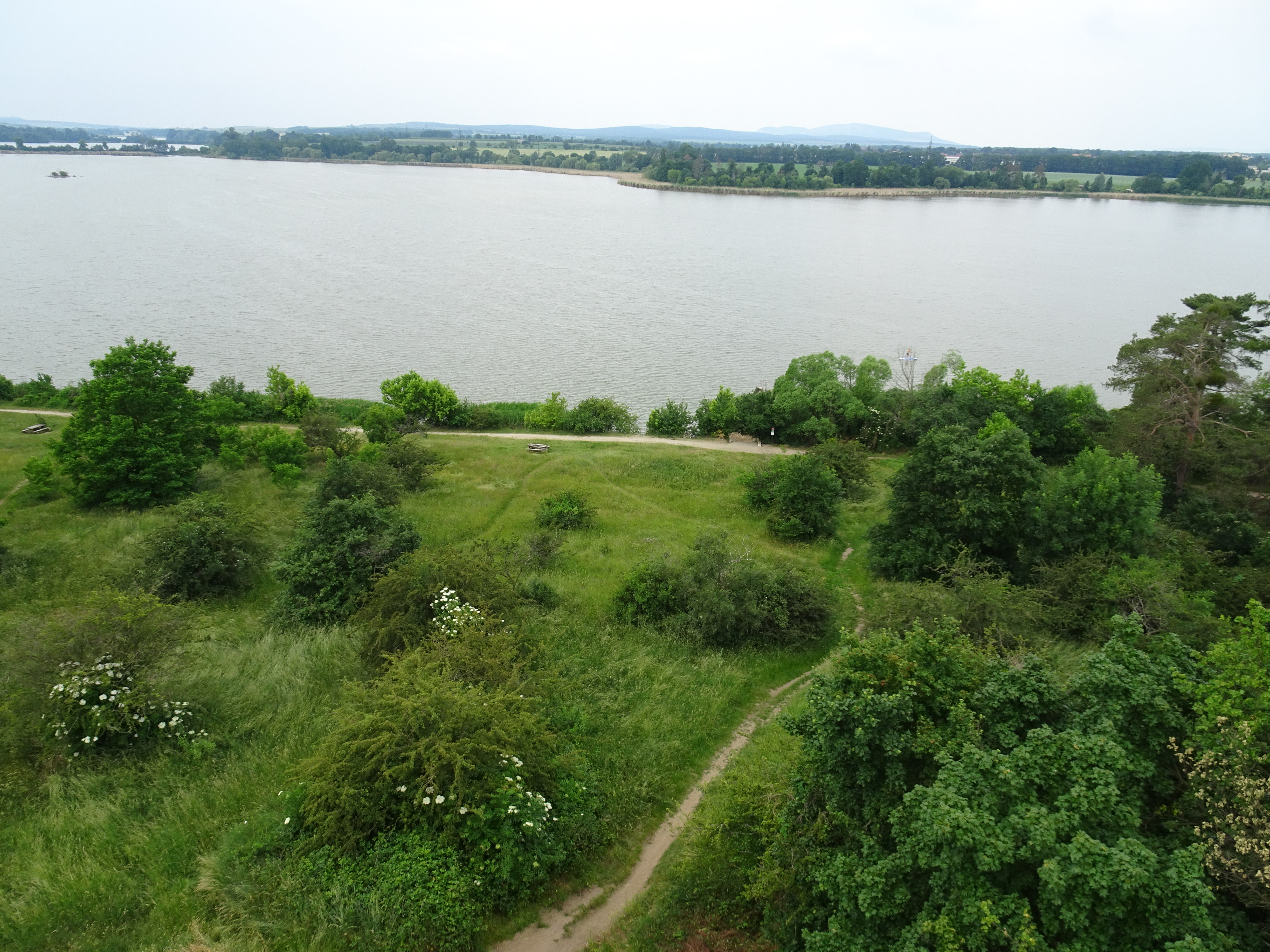
Mlýnský rybník na Včelínku